# Пизани, Витторе
Витторе Пиза́ни (23 февраля 1899, Рим, Королевство Италия — 22 декабря 1990, Комо, Ломбардия, Италия) — итальянский лингвист, индоевропеист.

## Биография

### Учёба и первые работы
Несмотря на то, что Пизани окончил реальную гимназию, то есть он не получил должной классической подготовки (самостоятельно изучал древнегреческий язык и языкознание), в 1916 году он поступил на филологический факультет римского университета Ла Сапиенца по специальности «Классическая филология», а в 1921 году закончил его, защитив диплом по теме Елена Еврипида. После окончания университета самостоятельно изучал санскрит а в 1923 году, по совету друга-санскритолога, купил в антикварном магазине в Риме экземпляр Vergleichende Grammatik основателя индоевропеистики Франца Боппа. Так он изучил основы индоевропеистики и стал ею заниматься.

### Научная и исследовательская деятельность
С 1930 году Пизани стал преподавателем языкознания, а в 1933 году — внештатным преподавателем сравнительной истории классических языков во Флорентийском университете, в 1935 году — экстраординарным преподавателем в Кальяри и, наконец, с 1938 по 1964 год — ординарным в Миланском университете; с 1939 года — членом-корреспондентом Ломбардского института наук и литературы, действительным членом в 1952 году. В 1946 году основал журнал Paideia, а в следующем году — «Миланское лингвистическое общество». В 1969 году стал членом-корреспондентом Национальной академии деи Линчеи. Участвовал в написании статей по лингвистике для Итальянской энциклопедии. В 1985 году он был удостоен премии Фельтринелли за филологические и лингвистические заслуги.
Пизани умер в больнице Святой Анны в Комо 22 декабря 1990 года, будучи старейшим из живших тогда итальянских лингвистов.

## Основные труды
- Grammatica dell’antico indiano (1930—1933)
- Geolinguistica e indoeuropeo (1939)
- Storia delle letterature antiche dell’India (1954)
- Indoeuropeo ed Europa (1974)
- Lingue preromane d’Italia: origini e fortune (1978)
- Lezioni sul lessico inglese, Paideia Editrice, Brescia, 1967, 1976 (второе издание)
- Manuale storico della lingua greca, Paideia Editrice, Brescia, 1973, 1947 (первое издание)